# Inger Stilling Pedersen
Inger Stilling Pedersen (født 26. juli 1929 i Pindstrup, Randers Amt, død 30. marts 2017 i Randers) var en dansk lærer og tidligere politiker, der var medlem af Folketinget for Kristeligt Folkeparti 1973-1979 og 1984-1994.
Hun blev uddannet lærer fra Århus Seminarium i 1961 og var efterfølgende ansat på Nyvangsskolen i Randers. Her blev hun i 1976 overlærer, og da hun i 1979 røg ud af Folketinget, vendte hun tilbage til lærergerningen.
Stilling Pedersen blev valgt til Folketinget i Århus Amtskreds ved valget i 1973 og var medlem frem til 1979. Hun blev medlem igen ved valget i 1984 og sad frem til 21. september 1994. Hun stillede i 1998 op til Århus Amtsråd, men blev ikke valgt. Senere har hun været menighedsrådsmedlem i Kristrup Sogn i det sydlige Randers. Hun har også været medlem af Grænseforeningens hovedbestyrelse. Hun var Ridder af Dannebrog.